# Liste der portugiesischen Botschafter in Zypern
Die Liste der portugiesischen Botschafter in Zypern listet die Botschafter der Republik Portugal in Zypern auf. Die beiden Länder unterhalten seit 1975 direkte diplomatische Beziehungen.
Am 16. Januar 1976 akkreditierte sich in Nikosia der erste portugiesische Vertreter in Zypern. Das Land gehörte danach weiter zum Amtsbezirk der portugiesischen Botschaft in Italien, bis zur Eröffnung der Botschaft Portugals in Nikosia im Jahr 2005.

## Missionschefs
| Name                                        | Bild   | Amtszeit                           | Anmerkungen                                                        |
| Zypern                                      | Zypern | Zypern                             | Zypern                                                             |
| ------------------------------------------- | ------ | ---------------------------------- | ------------------------------------------------------------------ |
| Virgílio Armando Martins                    |        | seit 1976                          | Botschafter mit Amtssitz Rom, am 16. Januar 1976 akkreditiert      |
| João Nuno Perestrello Botelheiro Cavaco     |        | seit 1982                          | Botschafter mit Amtssitz Rom, am 4. Mai 1982 akkreditiert          |
| Luís Gonzaga Ferreira                       |        | seit 1985                          | Botschafter mit Amtssitz Rom, am 27. März 1985 akkreditiert        |
| Francisco Pessanha Quevedo Crespo           |        | seit 1986                          | Botschafter mit Amtssitz Rom, 29. November 1988 akkreditiert       |
| Luís Gaspar da Silva                        |        | seit 1993                          | Botschafter mit Amtssitz Rom, am 11. Januar 1993 akkreditiert      |
| João Diogo Nunes Barata                     |        | ab 1994                            | Botschafter mit Amtssitz Rom                                       |
| José Filipe Mendes Morais Cabral            |        | seit 2000                          | Botschafter mit Amtssitz Rom                                       |
| Vasco Taveira da Cunha Valente              |        | seit 2002                          | Botschafter mit Amtssitz Rom                                       |
| António Jorge Jacob de Carvalho             |        | 28. November 2005 –25. April 2011  | Botschafter mit Amtssitz Nikosia, am 9. Dezember 2005 akkreditiert |
| João Bernardo de Oliveira Martins Weinstein |        | 28. Dezember 2011 –22. August 2013 | Übergangs-Geschäftsträger am Amtssitz Nikosia                      |
| João Manuel Pina Perestrello Cavaco         |        | 20. September 2013 –27. April 2014 | Geschäftsträger am Amtssitz Nikosia                                |
| Maria Manuela Freitas Bairos                |        | seit 1. Mai 2018                   | Botschafterin mit Amtssitz Nikosia, am 26. Juli 2018 akkreditiert  |